# کولمن ال. بلیز
کولمن ال. بلیز (به انگلیسی: Coleman Livingston Blease) سناتور سابق عضو حزب دموکرات ایالات متحده آمریکا بود. وی در سال ۱۹۲۵ تا ۱۹۳۱ میلادی سناتور ایالت کارولینای جنوبی در سنای ایالات متحده آمریکا بود.